# Stratégie nationale bas carbone
La « stratégie nationale bas carbone » (SNBC), ou « stratégie nationale de développement à faible intensité de carbone », est une feuille de route pour la France, publiée en novembre 2015. Elle vise la transition (transition énergétique) vers une économie et une société « décarbonée », c'est-à-dire ne faisant plus appel aux énergies fossiles, de manière à réduire ou supprimer la contribution de la France au dérèglement climatique (contribution qui passe notamment par l'émission de gaz à effet de serre à partir des combustibles fossiles, et la dégradation des puits de carbone).
Elle doit permettre à la France d'honorer ses engagements de réduction des émissions de gaz à effet de serre (GES) aux horizons 2030 et 2050 et pour cela vise à porter les émissions de gaz à effet de serre à 140 millions de tonnes (contre près de 600 millions de tonnes en 1990, soit quatre fois moins), en une à deux générations ce qui nécessite d'amplifier le rythme actuel de réduction, pour le porter à 1,8 % par an (contre 3 % en 2015). Le pays doit tendre vers la neutralité carbone en 2050.
C'est, avec la stratégie nationale pour la bioéconomie et la stratégie nationale de mobilisation de la biomasse, l'une des stratégies découlant de la loi relative à la transition énergétique pour la croissance verte de 2015. Elle « complète le plan national d'adaptation au changement climatique prévu à l'article 42 de la loi no 2009-967 du 3 août 2009 de programmation relative à la mise en œuvre du Grenelle de l'environnement ».
Sa première révision (SNBC2) était prévue pour 2018, mais finalement ouverte à consultation publique en 2020 (du 20 janvier au 19 février) et adoptée par décret le 21 avril 2020 (avec des budgets carbone pour les périodes 2019-2023, 2024-2028 et 2029-2033). Une deuxième révision (SNBC 3) était attendue pour 2023, mais reportée à 2025 après une concertation publique qui s'est achevée en décembre 2024.

## Objectifs
La SNBC s'inscrit dans les engagements nationaux, internationaux et européens (paquet énergie climat, règlement (UE) no 525/2013 du Parlement européen et du Conseil du 21 mai 2013 relatif à un mécanisme pour la surveillance et la déclaration des émissions de gaz à effet de serre et pour la déclaration, au niveau national et au niveau de l'Union, d'autres informations ayant trait au changement climatique 04/C…), des grandes conférences sur le Climat et l'environnement (depuis le sommet de la Terre de Rio en 1992).
Sa première version vise une réduction de 40 % des émissions de gaz à effet de serre (de 1990 à 2030) et une division par quatre des émissions nationales de gaz à effet de serre de 1990 à 2050 (« facteur 4 »). Ce deuxième objectif a été revu à la lumière de l'objectif européen d'une réduction de 55 % à l'horizon 2030 par rapport à 1990 et au regard des objectifs non atteints de la SNBC-1.
Chaque SNBC révisée (tous les 5 ans) fixe des orientations stratégiques et des objectifs temporels, traduits en « plafond national des émissions de gaz à effet de serre dénommé “budget carbone” ». Ces plafonds sont fixés par décret et mis à jour pour des périodes et horizons temporels successifs (périodes de 4 puis 5 ans), avec pour chaque période une trajectoire de réduction des émissions carbonées déclinée « à titre indicatif par grands domaines d'activité (transport, logement, industrie, agriculture, énergie, déchets) » : « Les budgets carbone des périodes 2015-2018, 2019-2023 et 2024-2028 sont fixés respectivement à 442, 399 et 358 Mt de CO2eq par an, à comparer à des émissions annuelles en 1990, 2005 et 2013 qui étaient respectivement de 551, 556 et 492 Mt de CO2eq ».
La programmation pluriannuelle de l'énergie (PPE) doit être compatible avec la SNBC.

## SNBC 1

### Travaux préparatoires
Des scénarios prospectifs pour les principaux secteurs concernés (énergie, logement, transport, agriculture, forêt, etc.) ont permis de dresser un  état des lieux afin d'établir la stratégie. Parmi ceux-ci figurent un scénario « tendanciel » (défini au regard des politiques existant au 1er janvier 2014) et un scénario « de référence » tenant compte des mesures nouvelles adoptées depuis le 1er janvier 2014 ou techniquement crédible conduisant à une réduction des émissions directes et indirectes des émissions. En 2015, le projet de SNBC fait l'objet d'une consultation du Conseil national de la transition écologique (CNTE), d'un Comité d'expert (institué par l'article 177 de la loi relative à la transition énergétique pour la croissance verte) et des collectivités, par l'intermédiaire du Conseil national d'évaluation des normes. Une consultation publique a lieu du 27 août au 22 septembre 2015, à la suite de laquelle la ministre Ségolène Royal présente cette « stratégie nationale bas carbone » le 18 novembre 2015 au Conseil des ministres, peu avant la tenue à Paris de la COP 21.

### Contenu de la stratégie
| SNBC 1 Période | Budget carbone (en Mt de CO2eq par an) |
| -------------- | -------------------------------------- |
| 2015-2018      | 442                                    |
| 2019-2023      | 399                                    |
| 2024-2028      | 358                                    |

La SNBC fait l'objet de l'article 173 de la loi 2015-992 du 17 août 2015 relative à la transition énergétique pour la croissance verte,, dite loi TECV. Un décret du 19 novembre 2015 en précise les trois premiers « budgets carbone » (pour les périodes 2015-2018 ; 2019-2023 et 2024-2028). La Loi TECV fixe des plafonds d'émissions à ne pas dépasser, dits « budgets carbone » sur plusieurs années avec des objectifs sectoriels. 
Le « premier budget carbone » (2015-2018) devait limiter les émissions françaises à une moyenne de 442 Mt éq.CO2 par an sur la période, mais il a été dépassé dès 2016 (principalement à cause du BTP (objectif dépassé de 11 % en 2016) et à cause des transports dont les émission étaient 6 % trop élevées par rapport à son objectif "carbone", sans doute en partie à cause des bas prix du pétrole à ce moment).
La stratégie devait être révisée avant fin-2018 pour la période 2019-2023 (deuxième période de la stratégie nationale bas carbone) après une consultation publique fin 2017.
En 2020, un rapport d'évaluation environnementale stratégique de la SNBC (telle que publié en décembre 2018), est produit (son résumé technique et ses scénarios' de référence, réalisés avant 2018 ont été intégrés dans un rapport et résumé en 2020 (après avis de l'autorité environnementale émis en mars 2019). La mise à jour des scénarios de référence, fin 2019, n'a eu que peu d'effets sur l'analyse, « essentiellement qualitative, des incidences environnementales de la stratégie ».
Après sa première mise à jour (prévue pour 2018 puis fin juin 2019), la SNBC doit être renouvelée tous les 5 ans (après examen des résultats de la période couverte par le budget carbone précédent), en cohérence avec les bilans prévus de l'accord international adopté lors de la COP2. Chaque révision permettra de fixer la nouvelle trajectoire en considérant les progrès technologiques ou de nouvelles informations.

### Articulation avec les documents de planification territoriaux
Le code de l’environnement (article L. 222-1 B 1) prévoit une prise en compte de la SNBC par les schémas régionaux (SRADDET, SRCAE ou SAR).

#### Exemple du SRADDET de Bretagne
Par exemple le SRADDET de Bretagne, approuvé le 18 décembre 2020, présente explicitement la SNBC en citant quelques mesures à appliquer, telles que la réduction de la demande en déplacements, le report modal, le développement de l’économie circulaire ou l'objectif de rénovation totale du parc bâti aux normes BBC d’ici 2050. Un état des lieux du territoire sur le volet énergie et émissions énergétiques et non énergétiques de gaz à effet de serre, s’est poursuivi par la construction d’hypothèses de scénarisation en co-construction avec le réseau PCAET ainsi qu’avec les experts bretons. Ces hypothèses ont été évaluées par un outil de scénarisation. Trois scénarios d’évolution possibles du territoire ont émergé de cette réflexion : tendanciel, sans rupture et transition F4. Ce dernier constitue la transcription à l’échelle bretonne du Facteur 4, en phase avec les objectifs de la SNBC. Concernant l'agriculture, le rapport précise que compte tenu du poids bien plus important qu’au niveau national de l’agriculture bretonne dans les émissions, l’application des objectifs de baisses sectorielles de la SNBC à la Bretagne induit un objectif de réduction des GES globaux à 2050 de -65 % par rapport à 2015. Cela donne pour la Bretagne -50 % de GES entre 2015 et 2040 (quasi similaire quand on compare à 2012).

### Modalités de suivi

#### Suivi de la SNBC 1 par les services de l'État
La France s'est dotée d’un système national d’inventaires d’émission qui est porté par le Ministère de la Transition écologique et réalisé par le Centre interprofessionnel technique d'études de la pollution atmosphérique (CITEPA).
Le suivi de la Stratégie Nationale Bas-Carbone en vigueur (SNBC 2) repose sur un ensemble de 184 indicateurs, se décomposant en :
- 19 indicateurs de résultats ;
- 14 indicateurs de contexte ;
- 67 indicateurs du niveau d’intégration de chaque recommandation de la SNBC dans les politiques publiques ;
- 84 indicateurs pilotes, relatifs à la mise en œuvre des recommandations transversales et sectorielles de la SNBC.

Une revue bisannuelle est organisée sous l'égide d'un comité d’experts de la transition énergétique (CETE) ainsi que du Conseil national de la transition écologique (CNTE) (au travers du Comité d’Information et d’Orientation de la Stratégie), à l’issue de laquelle les indicateurs sont publiés.Ce suivi complète l’évaluation de la SNBC, qui intervient tous les 5 ans, en amont de sa révision, sous l’égide du CETE, comme le prévoit le Code de l’Environnement. La première évaluation a eu lieu en 2018.

#### Suivi national par le Haut Conseil pour le climat
Parallèlement au suivi par le gouvernement, le Haut conseil pour le climat, indépendant de l'État, et chargé de conseiller les décideurs politiques sur les orientations de moyen et long terme, publie annuellement un rapport sur le respect de la trajectoire de réduction des émissions de GES établie dans la SNBC et sur la mise en œuvre des politiques de lutte contre le changement climatique aux niveaux national et territorial.

#### Rapportage auprès de l'ONU
Partie à la convention-cadre des Nations unies sur les changements climatiques (CCNUCC), la France a également l'obligation de soumettre annuellement un inventaire de ses émissions de GES. La France transmet également tous les deux ans à la CCNUCC un rapport biennal sur les efforts réalisés en matière de réduction des émissions de GES. Dans ce cadre, une mission d'information parlementaire a procédé à diverses auditions en mars 23 en vue d'établir un bilan des engagements pris par la France dans les différentes COP.

### Évaluation de la période 2015-2018 de la SNBC 1 en 2019
Alors que les émissions de gaz à effet de serre (GES) de la France avaient connu trois années de hausse successives (+0,9 % en 2017, +0,2 % en 2016 et +1,1 % en 2015), elles ont reculé de 4,2 % en 2018, passant de 465 millions de tonnes équivalent CO2 en 2017 à 445 millions en 2018, selon le bilan provisoire publié le 18 juin 2019 par le Centre interprofessionnel technique d'études de la pollution atmosphérique (CITEPA). Cette baisse s'explique surtout par la douceur de l'hiver, qui a réduit les besoins de chauffage ; le secteur résidentiel et tertiaire, responsable de 18,6 % des rejets de GES, a ainsi vu reculer ses émissions de 6,8 %. L'amélioration est aussi due à la baisse de 1,6 % des émissions du transport ; les émissions des véhicules particuliers diminuent de 3,1 % et celles des utilitaires de 3,6 %.

## SNBC 2
| SNBC 2 Période | Budget carbone (en Mt de CO2eq par an) |
| -------------- | -------------------------------------- |
| 2019-2023      | 422                                    |
| 2024-2028      | 358                                    |
| 2029-2033      | 300                                    |

Budgets carbone 2019-2023, 2024-2028 et 2029-2033 par secteur, tels qu'ils sont définis dans la Stratégie nationale bas carbone révisée en 2020 (SNBC 2).

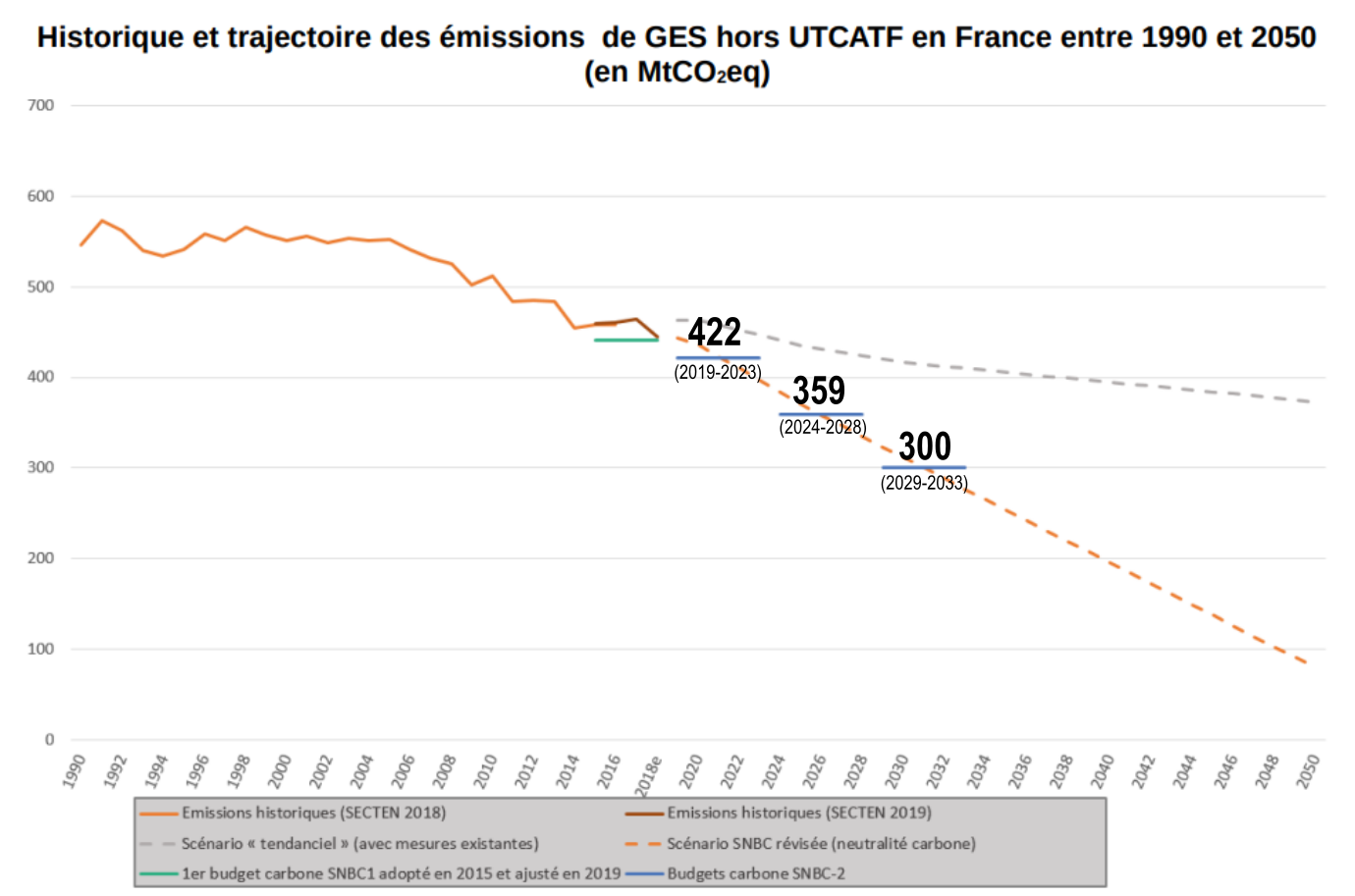
Historique et trajectoire des émissions de GES hors UTCATF en France entre 1990 et 2050, avec budgets carbones (SNBC2).

Co-élaborée par les services ministériels concernés, sous l'égide du ministère de la Transition écologique et solidaire, en lien (échanges itératifs) avec les parties prenantes (entreprises, ONG, syndicats, représentants de consommateurs, parlementaires, collectivités) puis avec le public via une concertation faite du 13 novembre au 17 décembre 2017, elle a pris en compte les avis du Haut Conseil pour le climat, de l’Autorité environnementale, du Conseil national de la transition écologique, de l’Assemblée de Corse, des collectivités d’Outre-Mer et du Conseil national d’évaluation des normes.
Sa publication initialement prévue en 2018 a été reportée à fin juin 2019, elle a été ouverte à consultation du public en 2020 (du 20 janvier au 19 février), puis adoptée par décret le 21 avril 2020 (avec des budgets carbone révisés pour les périodes 2019-2023, 2024-2028 et 2029-2033).
La SNBC est révisée en mars 2020 sous la dénomination SNBC 2, pour tenir compte du rehaussement de l’ambition via un objectif de neutralité carbone à l’horizon 2050 énoncé par le Plan climat de juillet 2017. À celui-ci s’ajoutent les principaux objectifs de la LTECV, déjà intégrés dans la précédente SNBC, qu’ils soient transversaux, comme l’objectif de réduction de 50 % de la consommation d’énergie finale en 2050 par rapport à la référence de 2012, ou sectoriels. Le budget carbone pour la période 2019-2023 s’élève à 422 MtCO2e/an en moyenne.

### Suivi de la SNBC 2
Le suivi de la Stratégie Nationale Bas-Carbone révisée (SNBC 2) repose sur un ensemble de 160 indicateurs (184 pour la SNBC 1), se décomposant en :
- 16 indicateurs de résultats (directement comparables aux objectifs nationaux et illustrant les résultats de la stratégie dans son ensemble) ;
- 24 indicateurs de contexte socio-économique, climatique, environnemental et technologique aidant à la mise en perspective des résultats ;
- 104 indicateurs pilotes relatifs à la mise en œuvre de chaque orientation transversale et sectorielle ;
- 16 Indicateurs environnementaux complémentaires proposés dans le cadre de l’évaluation environnementale stratégique.

### Évaluation de la période 2019-2022 de la SNBC 2 en mars 2023
La moyenne des émissions pré-estimées par le Citepa en mars 2023 sur la période 2019-2022 s’élève à 413 Mt CO2, à comparer au budget carbone prévisionnel de 422 Mt CO2, sous-réserve de la consolidation des estimations. La tendance indique donc un probable respect de ce budget carbone, sous-réserve de la valeur de 2023. Ce recul est toutefois lié à des facteurs conjoncturels, notamment un hiver très doux et des prix élevés de l’énergie. Malgré ces résultats encourageants, le Haut conseil pour le climat note que la France connaît un retard dans sa trajectoire de réduction d’émissions, dont le rattrapage impliquera une accélération du rythme de baisse des émissions par rapport aux projections initiales: le rythme annuel de réduction doit ainsi doubler pour atteindre - 4,7 % par an en moyenne entre 2022 et 2030.

## SNBC 3
Une loi de programmation quinquennale sur l'énergie et le climat (LPEC) devait être adoptée avant le 1er juillet 2023. Ses grands axes seront ensuite déclinés à travers la Stratégie nationale bas carbone (SNBC 3) et la Programmation pluriannuelle de l'énergie (PPE). Ils seront actualisés pour prendre en compte les orientations de la nouvelle loi avant le 1er juillet 2024,.
Le  secrétariat général à la Planification écologique (SGPE) publie en mai 2024 une nouvelle version de son plan, qui intègre une estimation des puits de carbone : 18 millions de tonnes en 2030. Cette estimation, cohérente avec celle de Carbone 4, réalisée pour des organisations professionnelles, est très inférieure aux objectifs votés en mars 2023 par le Parlement européen, qui fixent un puits de 34 millions de tonnes pour la France. Le dernier inventaire forestier établi par l'IGN, en 2023, montre que le taux de mortalité des arbres a grimpé de 80 % en dix ans. En conséquence, les puits de carbone liés à la forêt ont été plus que divisés par deux depuis le début des années 2010 : elle absorbait 45 millions de tonnes en 2012, contre 17 millions de tonnes estimés en 2022 et 21 millions estimés en 2023.
La concertation préalable du public sur la troisième SNBC s'est ouverte le 4 novembre 2024 pour une durée de six semaines.
Le projet de SNBC présenté le 4 novembre 2024 prévoit de ramener les émissions de gaz à effet de serre de la France de 373 Mt d'équivalent CO2 en 2023 à 270 Mt en 2030. Les émissions du secteur du transport reculeraient de 131 Mt à 90 Mt, celles de l'industrie de 71 Mt à 45 Mt, celles des bâtiments de 62 Mt à 35 Mt, celles de la production d'énergie de 43 Mt à 27 Mt. L'objectif de réduction des émissions de l'agriculture est beaucoup moins ambitieux : de 74 Mt à 67 Mt. Les puits de carbone évolueraient peu.

## Moyens et outils de mise en œuvre
La SNBC fournit à tous des orientations stratégiques, traduites en plafonds d'émissions de gaz à effet de serre (dits « budgets carbone ») répartis en tranches indicatives d'émissions annuelles à ne pas dépasser, par secteur. Ce budget carbone sera mis à jour, puis fixé et par décret, pour des périodes et horizons temporels successifs (périodes de quatre puis cinq ans). « La répartition par période prend en compte l'effet cumulatif des émissions considérées au regard des caractéristiques de chaque type de gaz, notamment de la durée de son séjour dans la haute atmosphère. Cette répartition tient compte de la spécificité du secteur agricole et de l'évolution des capacités naturelles de stockage du carbone des sols ».
Les parties prenantes pourront s'appuyer sur des indicateurs et observatoires pour l'évaluation de l'atteinte des objectifs ou du chemin restant à parcourir pour les atteindre.
Pour sa mise en œuvre, dans tous les secteurs d'activité, la stratégie s'appuie sur un « scénario de référence » (créé au cours d'un exercice de modélisation prospective, de septembre 2014 à août 2015), et des recommandations élaborées avec des représentants de la société civile, à savoir des organisations représentées au Conseil national de la transition écologique et une consultation du public en ligne.
L'article L222-1 E précise que « La nature des émissions de gaz à effet de serre à prendre en compte dans un budget carbone et dans la stratégie bas-carbone et les dispositions de mise en œuvre de la comptabilité du carbone et du calcul du solde d'un budget carbone sont précisées par voie réglementaire. Les méthodologies d'évaluation des facteurs d'émissions de gaz à effet de serre des énergies sont fixées par finalité, en distinguant les méthodes d'allocation pour les bilans et les méthodes d'évaluation pour les plans d'action et la quantification des conséquences d'une évolution de la consommation ou de la production d'énergie »
Des financements publics et privés, labellisés « transition énergétique pour le climat » doivent aider à la transition énergétique et la protection du climat, dont en finançant l'économie verte et en encourageant la mise en place d'autres nouveaux « fonds verts » et la mise en valeur dans les entreprises « de la part verte de leurs activités ».
Un label bas-carbone a été créé en novembre 2018 en France, sous l'égide de la direction générale de l'Énergie et du Climat (DGEC) du ministère de la Transition écologique et solidaire. Il doit faciliter la rémunération d'actions de diminution des émissions de GES pour des acteurs privés voulant volontairement compenser leurs émissions. Il répond à une demande d'entreprises voulant compenser leurs émissions de GES en finançant en France des actions locales de réductions d'émissions, et à une demande d'acteurs locaux (de l'agriculture et de la forêt notamment) de pouvoir mieux quantifier et certifier le service écosystémique de puits de carbone qu'ils peuvent offrir aux émetteurs de gaz à effet de serre, afin de le faire rémunérer.

## Recommandations transversales
La stratégie doit réduire l'empreinte carbone nationale pour atteindre la neutralité carbone en 2050. L'empreinte carbone n'a cependant pas diminué de 1990 à 2012. Il s'agit aussi de ne pas délocaliser les émissions, mais les réduire réellement.

## Recommandations sectorielles

### Transports

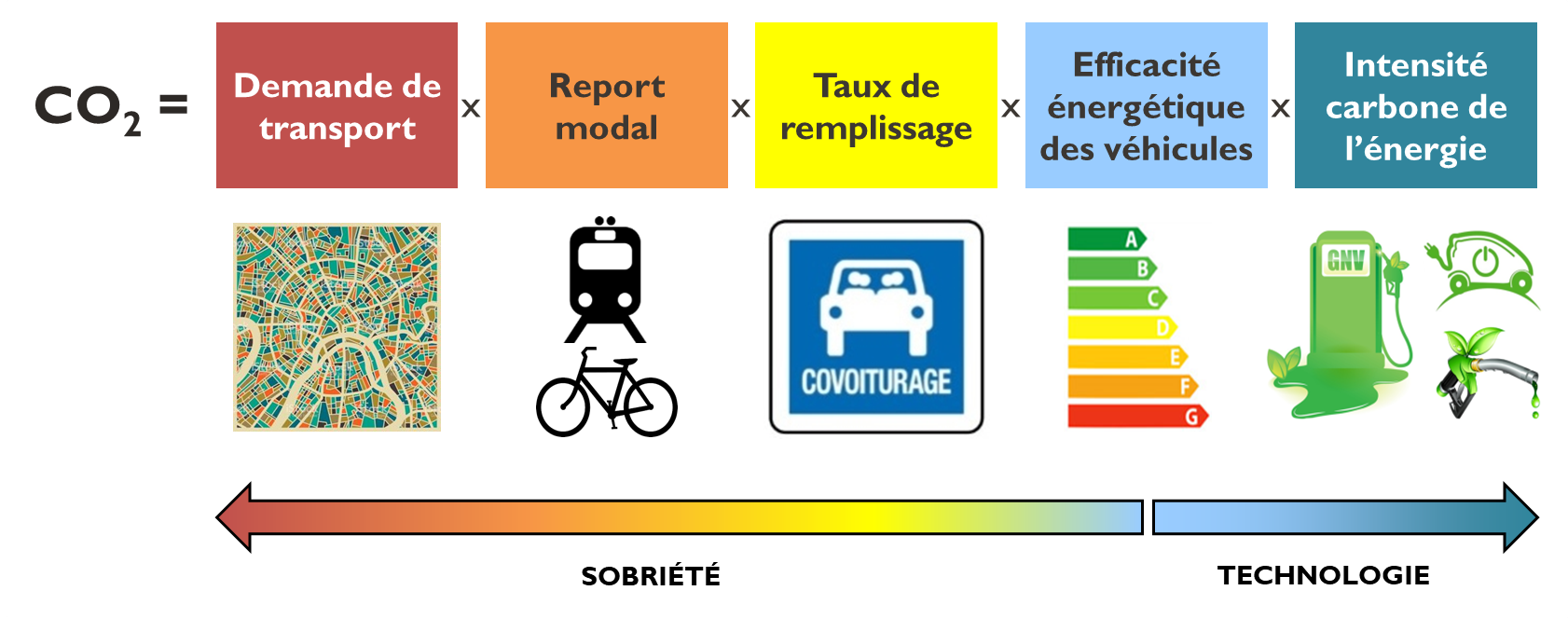
Décomposition selon la méthode LMDI des émissions de dioxyde de carbone des transports en cinq facteurs (maîtrise de la croissance de la demande pour le transport de voyageurs et de marchandises, report modal vers les modes les plus économes en énergie et les moins émetteurs, optimisation de l'utilisation des véhicules c'est-à-dire du taux d'occupation, amélioration de la performance énergétique des véhicules et décarbonation de l'énergie), inscrits dans la stratégie nationale bas carbone,.

L'objectif de la Stratégie nationale bas carbone est une baisse de 28 % des émissions de GES du secteur des transports en 2030 par rapport à 2015. La Stratégie nationale bas carbone fait l'hypothèse d'une « demande de mobilité croissante mais découplée de la croissance économique par rapport à la tendance actuelle ». Le Conseil d'orientation des infrastructures précise qu'il convient d'envisager une « stabilisation globale ou au plus une croissance modérée des circulations ».
Il conviendrait de « réduire les déplacements superflus, élargir la pratique du covoiturage, favoriser les transports en commun et la mobilité douce, limiter la vitesse des déplacements sur route et autoroute ». Dans le cadre d'une politique volontariste, le taux d’occupation de la mobilité à courte distance augmenterait, pour passer de 1,45 en 2015 à 1,75 en 2050. Le taux d’occupation moyen (incluant la mobilité à longue distance) augmenterait de 1,6 en 2015 à 1,9 en 2050. Cela permettrait de réduire les émissions de gaz à effet de serre du secteur des transports de 11 %, objectif jugé très ambitieux par la Fabrique écologique.
En matière de fret, la SNBC entend soutenir l’« économie circulaire et les circuits courts de manière à parvenir à un découplage entre croissance du trafic de fret et PIB ».

### Bâtiment
La SNBC vise -54 % d'émissions de GES, grâce aux bâtiments à très basse consommation et à énergie positive, aux rénovations énergétiques, à l'éco-conception et à la maîtrise de la consommation (smartgrid, compteurs intelligents…) un nouveau plan de rénovation énergétique a été présenté et mis en concertation en 2017.

### Agriculture
La SNBC vise -12 % d'émissions, grâce au développement de l'agro-écologie et de l'agroforesterie, de la méthanisation, du couvert végétal, au maintien des Prairies agricoles et en optimisant mieux les intrants.

### Industrie
L'industrie française est responsable de 20 % environ des émissions de gaz à effet de serre en France (dont 9 % sont d'autres gaz que le CO2). La SNBC vise -35 % d'émissions entre 2015 et 2030 et -81 % en 2050 grâce à l'efficacité énergétique (ce qui devrait aussi améliorer la compétitivité), le développement de l'économie circulaire (réutilisation, recyclage, récupération d'énergie), et en remplaçant les énergies fossiles par des énergies décarbonées et aux technologies de capture et stockage ou utilisation du carbone.

### Gestion des déchets
La SNBC vise -33 % d'émissions en réduisant le gaspillage alimentaire, en développant l'écoconception, en luttant contre l'obsolescence programmée (avec promotion du réemploi et de la gestion et valorisation des déchets).

## Études d'impact de la SNBC
D'après son évaluation, la mise en œuvre de la SNBC permettrait :
- une diminution de la facture énergétique territoriale de la France ;
- une diminution de la dépendance aux  énergies fossiles ;
- une hausse du PIB (jusqu'à +1,5 % en moyenne entre 2015 et 2035) ;
- 350 000 emplois supplémentaires.

La stratégie est revue tous les 5 ans, pour rendre compte du budget carbone écoulé, et fixer la nouvelle trajectoire ; pour intégrer les nouvelles possibilités, les nouvelles technologies, pour rehausser l'ambition.
Ce processus de révision périodique a été proposé par la France à l'ensemble des parties lors de la conférence de Paris.

## Révisions
Les résultats de la SNBC sont étudiés chaque année. Un point d'information doit être fait tous les 6 mois, avec le comité d'experts de la transition énergétique.
Après sa première mise à jour (prévue pour 2018 puis fin juin 2019), la SNBC doit être renouvelée tous les 5 ans (après examen des résultats de la période couverte par le budget carbone précédent), en cohérence avec les bilans prévus de l'accord international adopté lors de la COP2.

Les indicateurs de mise en œuvre seront publiés.
Chaque révision permettra de fixer la nouvelle trajectoire en considérant les progrès technologiques ou de nouvelles informations.

### Première révision
Élaborée conjointement par les services ministériels concernés, sous l'égide du ministère de la Transition écologique et solidaire, en lien (échanges itératifs) avec les parties prenantes (entreprises, ONG, syndicats, représentants de consommateurs, parlementaires, collectivités) puis avec le public via une concertation faite du 13 novembre au 17 décembre 2017, elle a pris en compte les avis du Haut Conseil pour le climat, de l’Autorité environnementale, du Conseil national de la transition écologique, de l’Assemblée de Corse, des collectivités d’Outre-Mer et du Conseil national d’évaluation des normes.
Sa publication initialement prévue en 2018 a été reportée à fin juin 2019, elle a été ouverte à consultation du public en 2020 (du 20 janvier au 19 février), puis adoptée par décret le 21 avril 2020 (avec des budgets carbone révisés pour les périodes 2019-2923, 2024-2028 et 2029-2033).

### Seconde révision
Le décret 2020-457. Elle est organisée et évaluée autour de 6 grands secteurs d'activité (transport, logement, industrie, agriculture, énergie, déchets et captage/stockage du carbone).

## Critiques
En 2018, Sylvestre Huet, journaliste scientifique (Le Monde), remarque que le premier bilan de suivi de cette stratégie fait apparaître une augmentation des émissions de 457 MteqCO2 en 2015 à 463 MteqCO2 en 2016, et que ce dérapage concerne surtout les secteurs les plus émissifs : transports (136 MteqCO2, +6 % par rapport à l'objectif), bâtiment (88 MteqCO2, +11 %) et agriculture (90 MteqCO2, +3 %). Or l'écrasante majorité des dépenses pour diminuer les émissions de gaz à effet de serre n'est pas dirigée vers ces secteurs, mais vers le secteur électrique, qui ne représente qu'une très faible part des émissions. En 2016, sur près de 7 milliards recensés, 3,6 milliards sont consacrés à soutenir l'implantation d'éoliennes et de panneaux photovoltaïques à travers la CSPE, et en 2017, sur 9 milliards recensés, 5,7 milliards vont à la CSPE. Ces deux modes de production, certes très peu émetteurs de CO2, nécessitent, du fait de leur intermittence, des moyens de productions complémentaires en secours, qui sont pour l'essentiel des centrales à gaz émettrices de CO2. De plus, l'objectif assigné au secteur de la production d'énergie est de ne pas diminuer ses émissions, fixées à 55 MteqCO2 par an de 2015 à 2028. Ces montants importants seraient beaucoup plus efficaces s'ils étaient consacrés à l'isolation des bâtiments (chauffés au gaz voire au fioul pour beaucoup), à améliorer les transports collectifs, surtout ceux propulsés à l'électricité, ou à promouvoir une agriculture utilisant moins d'engrais azotés (à l'origine de près de la moitié de ses émissions de GES).
En janvier 2019 Damien Carême, député européen écologiste alors maire de Grande-Synthe (Nord), constatant la montée de la menace de submersion sur cette commune édifiée sur un polder, attaque l'État pour « carence fautive », considérant que son « inaction climatique » est en cause. Dans une décision du 19 novembre 2020, le Conseil d'État constate, comme le Haut Conseil pour le climat (HCC) avant lui, que le plafond d'émissions prévu pour la période 2015-2018 a été sensiblement dépassé. La baisse des émissions a été en moyenne de 1 % par an alors que le plafond fixé visait une réduction de l'ordre de 2,2 % par an. Il relève de plus que « par un décret du 21 avril 2020 […], le gouvernement revoit à la baisse l'objectif de réduction des émissions pour la période 2019-2023 et prévoit donc un décalage de la trajectoire de baisse pour atteindre l'objectif prévu pour 2030 : une partie des efforts initialement prévus est ainsi reportée après 2023 ». En conséquence, le Conseil d'État précise qu'il « demande au Gouvernement de justifier que son refus de prendre des mesures plus strictes est compatible avec le respect de l'objectif pour 2030 » et que « si les justifications apportées par le Gouvernement ne sont pas suffisantes, le Conseil d'État pourra alors faire droit à la requête de la commune et annuler le refus de prendre des mesures supplémentaires permettant de respecter la trajectoire prévue pour atteindre l'objectif de – 40 % à horizon 2030 ». Selon l'avocate Corinne Lepage, par cette décision « le Conseil d'État souligne que l'État a des obligations non pas de moyens mais de résultats ». Certains juristes estiment que par conséquent toute loi ou document programmatique faisant référence à des objectifs à atteindre aura désormais une valeur juridiquement contraignante.
Pour Benoît Leguet, directeur de l'Institut de l’économie pour le climat, ce document technocratique a pour défaut d'avoir évité les sujets conflictuels et d'encore manquer de portage politique. la SNBC « est loin d’être pleinement intégrée dans les politiques publiques ».
Une étude présentée en février 2024 par trois organisations professionnelles et réalisée par le cabinet Carbone 4 évalue le volume de carbone susceptible d'être stocké dans les forêts à 12 MtCO2 par an en moyenne sur la période 2020-2050 ; en période de crise (2040-2045), la forêt devient même émettrice nette. Or la dernière version de la SNBC comptait sur une capacité de stockage de 35 MtCO2/an. Alors que la surface forestière a connu une expansion historique tout au long du XXe siècle, la capacité de stockage est en baisse de 36 % entre les périodes 2005-2013 et 2013-2021, du fait de la mortalité des arbres (en hausse de 68 %) et de la hausse des coupes accidentelles (tempête par exemple).

## Risques de confusion
La stratégie française ne doit pas être confondue avec :
- le projet « Bas carbone, croissance verte » de la Corée du sud ;
- la Stratégie bas carbone de la Suède[42], décidée en 1991.